# Alejandro Morales
Alexandro Morales (14 de octubre de 1944) es un escritor estadounidense en inglés  y español. Suele publicar sus novelas acompañadas de una traducción al inglés.  Figura como notorio exponente de la llamada literatura chicana.

## Biografía
Nació en la ciudad de Montebello, en el estado de California, dentro de una familia inmigrante de Guanajuato (México). Estudió en la Universidad Estatal de California en Los Ángeles, obteniendo su doctorado en español en 1975 por la Universidad de Rutgers, en Nuevo Brunswick (Nueva Jersey) con la tesis Visión panorámica de la literatura méxico-americana hasta el boom de 1966.
Es profesor de Estudios Chicanos de la Universidad de California en Irvine. Está casado desde 1967.

## Obra literaria
Autor destacado de la literatura chicana, empezó su andadura literaria en 1975 con Caras viejas y vino nuevo, que pudo publicar en México.  La misma novela sería publicada en 1981 con paralela versión al inglés de Francisco Lomelí, titulada Barrio on the Edge.  
Caras viejas y vino nuevo fue la primera novela chicana publicada en México, tras haber sido rechazada en la Ediciones Quinto Sol (editorial chicana de los EE. UU. de fuerte arraigo)por considerar sus editores que el libro vertía una visión demasiado sórdida de la realidad social chicana.  En efecto, abunda en pasajes escabrosos sobre sexo, drogas y violencia.
En 2007 fue premiado con el Premio Luis Leal, como reconocimiento a la cultura chicana.
Alexando Morales es considerado un cronista del mundo chicano, poseedores de una herencia bicultural y bilingüe, lo hispano y lo anglosajón.

## Obras
- Caras viejas y vino nuevo (1975), español.
- La verdad sin voz (1979), publicada en inglés en 1988 como Death of an Anglo.
- Barrio on the Edge / Caras viejas y vino nuevo, edición bilingüe, con traducción al inglés de Francisco Lomelí (1981).
- Reto en el paraíso (1983), mezcla español con inglés.
- The Brick People (1988), publicada en español en 2010 como Hombres de ladrillo.
- The Rag Doll Plagues (1992), inglés.
- Waiting to Happen (2001), inglés, primer volumen de una trilogía.
- Pequeña Nación (2005), español.
- The Captain of All These Men of Death (2008), inglés.
- Hombres de ladrillo (2010), traducida por Isabel Díaz Sánchez.
- Little Nation and Other Stories (2014), traducción de Adam Spires.
- River of Angels (2014), en inglés.